# Uromyces andropogonis
Uromyces andropogonis ist eine Ständerpilzart aus der Ordnung der Rostpilze (Pucciniales). Der Pilz ist ein Endoparasit von Veilchen sowie von Andropogon-Süßgräsern. Symptome des Befalls durch die Art sind Rostflecken und Pusteln auf den Blattoberflächen der Wirtspflanzen. Sie ist in Nordamerika verbreitet.

## Merkmale

### Makroskopische Merkmale
Uromyces andropogonis ist mit bloßem Auge nur anhand der auf der Oberfläche des Wirtes hervortretenden Sporenlager zu erkennen. Sie wachsen in Nestern, die als gelbliche bis braune Flecken und Pusteln auf den Blattoberflächen erscheinen.

### Mikroskopische Merkmale
Das Myzel von Uromyces andropogonis wächst wie bei allen Uromyces-Arten interzellulär und bildet Saugfäden, die in das Speichergewebe des Wirtes wachsen. Die Aecien der Art besitzen 12–19 × 12–19 µm große, kugelige und gelbliche Aeciosporen mit warziger Oberfläche. Die gelbbraunen Uredien des Pilzes wachsen unterseitig auf den Wirtsblättern und -hüllrohren. Ihre goldenen bis matt zimtbraunen Uredosporen sind 16–19 × 14–17 µm groß, zumeist kugelig bis eiförmig und stachelwarzig. Die blattunterseitig wachsenden Telien der Art sind schwarzbraun, kompakt und unbedeckt. Die kastanienbraunen Teliosporen sind einzellig, in der Regel eiförmig bis ellipsoid und 20–30 × 13–17 µm groß. Ihre Stiele sind gelblich bis bräunlich und bis zu 70 µm lang.

## Verbreitung
Das bekannte Verbreitungsgebiet von Uromyces andropogonis umfasst die USA östlich der Rocky Mountains.

## Ökologie
Die Wirtspflanzen von Uromyces andropogonis sind für den Haplonten Veilchen (Viola spp.) sowie Andropogon-Arten für den Dikaryonten. Der Pilz ernährt sich von den im Speichergewebe der Pflanzen vorhandenen Nährstoffen, seine Sporenlager brechen später durch die Blattoberfläche und setzen Sporen frei. Die Art durchläuft einen Entwicklungszyklus mit Spermogonien, Aecien, Telien und Uredien und vollzieht einen Wirtswechsel.